# Estación Inspector Fernández
Inspector Fernández (antes llamada Quilquilco) es una estación de ferrocarriles ubicada en la comuna chilena de Victoria de la Región de la Araucanía, que es parte de la Línea Troncal Sur. Actualmente no existen servicios que se detengan en esta estación, pero sus patios son utilizados para cargar madera en vagones de ferrocarriles.

## Historia
La estación aparece a partir de la extensión de la Red Sur de ferrocarriles desde estación Renaico hasta estación Victoria; esta estación fue terminada con el tramo entre la estación Collipulli y estación Victoria el 25 de octubre de 1890. La estación se halla emplazada en lo que era el antiguo fuerte de Quilquilco.
La estación originalmente se llamaba Quilquilco; el 9 de febrero de 1945 la estación se renombra a Inspector Fernández. La actual estación procede de 1963 cuando la antigua sucumbió ante un incendio, y fue suprimida el 19 de marzo de 1979.
Actualmente la estación no presta ningún servicio, la estación, andenes y patio de maniobras se encuentran en relativo buen estado. La estación es utilizada como zona de carga de leños procedentes de forestales cercanas a la estación.